# Phyllichthys punctatus
Phyllichthys punctatus är en fiskart som beskrevs av Mcculloch, 1916. Phyllichthys punctatus ingår i släktet Phyllichthys och familjen tungefiskar. Inga underarter finns listade i Catalogue of Life.